# El Alamito
El Alamito es una localidad de la provincia argentina de Catamarca, dentro del Departamento Andalgalá. Se encuentra sobre la Ruta Provincial 48.

## Población
Cuenta con 351 habitantes (Indec, 2001). Forma conurbación con la localidad de Buena Vista, contando así 651 habitantes (Indec, 2001) lo que representa un incremento del 53,17% frente a los 425 habitantes (Indec, 1991) del censo anterior.